# Замок Баллілаган
Замок Баллілаган (англ. Ballylahan Castle, ірл. Caisleán Átha Leathain) — замок Аха Лехайн, замок Броду Лехайна — один із замків Ірландії, розташований в графстві Мейо, на відстані 1,4 милі на північний схід від селища Стрейд, на березі річки Мой. Нині це пам'ятка історії та архітектури Ірландії національного значення. Нині замок лежить в руїнах.

## Історія замку Баллілаган
Замок Баллілаган був побудований в 1239 році Йорданом де Ексетером, що обіймав посаду шерифа Коннахту після англо-норманського завоювання Ірландії. Ці місця були володінням клану Мак Шуртайн. У 1316 році король ірландського королівства Коннахт Федлім О'Конхобайр напав на замок, захопив його і майже повністю знищив.
Головний вхід в замок розташований у східній стороні замку. Замок мав дві круглі вежі, збереглись руїни тільки однієї з них. Замок у плані являв собою неправильний шестикутник. Замок мав житлові споруди біля західної стіни. Збереглися міцні фундаменти другої башти.